# Jardim Amanda
Jardim Amanda é um extenso e populoso bairro do município brasileiro de Hortolândia, interior de São Paulo. Situado às margens da Rodovia Jornalista Francisco Aguirra Proença (SP-101) e da Rodovia dos Bandeirantes, o Amanda na década de 1990 era conhecido como o maior bairro residencial da América Latina.
Fundado na década de 1980, quando Hortolândia ainda era distrito de Sumaré, o Jardim Amanda abriga uma população de cerca de 60 mil habitantes, segundo dados do Instituto Brasileiro de Geografia e Estatística (IBGE). A população desse jovem bairro que, no passado, sofreu com a falta de atenção do poder público, é maior que cidades da região, como Jaguariúna, que conta com pouco mais que 34 mil moradores. Por causa da explosão demográfica, o bairro é um dos que mais exigem ações do poder público da cidade.
O Amanda possui asfalto e tratamento de esgoto, sendo que também há um projeto para transformar a lagoa do bairro em um parque, sendo assim feita a limpeza do local e a arborização, que está sendo realizada e quase finalizada.
A avenida principal do bairro é a Avenida Brasil.

## História

### Antecedentes
Até o início da década de 1950 essa área era de propriedade de um genro do então governador de São Paulo, Adhemar de Barros (nos períodos de 1947-1951 e 1963-1966). Por volta de 1955 um fazendeiro de origem alemã, do Rio de Janeiro, Adalberto Neuhaus, adquiriu a propriedade e continuou com a plantação de laranjas. Eram 60 mil pés da fruta. Havia ainda limão, mexerica, enfim o senhor Adalberto lidava com fruticultura no Rio de Janeiro e queria prosseguir com os negócios ali. "O senhor Adalberto comprou uma máquina de embalar frutas, no Rio e trouxe para cá. As laranjas eram embaladas e levadas para o Rio de Janeiro. Passados uns quatro anos, a coisa apertou e ele ficou endividado".
No início de 1960 seu Adalberto vendeu as terras para o fazendeiro mato-grossense Etalívio Pereira Martins. Senhor Etalívio era muito rico e comprou a fazenda por 50 milhões de cruzeiros. Tinha umas cinquenta fazendas no Mato Grosso do Sul. Não queria continuar com a plantação de laranja e começou a arrancar as laranjas aos poucos. Senhor Etalívio tinha um escritório em São Paulo, no jóquei, e durante a transformação de agricultura para pasto, começou com a prática de confinamento de gado. Trouxe mil cabeças de gado para engorda. A experiência do gado foi sendo substituída aos poucos por cavalos. Do total de terras, senhor Etalívio separou cerca de 56 hectares para começar com o haras. A substituição foi gradativa, começou com 150 cavalos e éguas Puro Sangue Inglês (PSI) e depois a criação se multiplicou. Os animais eram treinados e utilizados em corridas. Já transformada em haras, as terras contavam com pastos, uma pista de pouso de 400 metros, um bosque cuja paisagem foi feita por profissionais do senhor Etalívio, com árvores de toda espécie bem em frente à casa grande, sede da fazenda.

### Fundação
A fundação do bairro ocorreu em 10 de maio de 1984. Entretanto, a abertura oficial do loteamento se deu dois anos antes, em 1982. A área pertencia à Fazenda Bela Vista, de propriedade do fazendeiro e criador de equinos, Etalívio Pereira Martins. Para transformar as terras em loteamento, o fazendeiro vendeu as terras para a empresa Territorial Bela Vista S/A, de sua propriedade. A Lucel Participações S/C e Hercil Participações LTDA, ambas de São Paulo, e a imobiliária S. Silva, de Campinas, foram às responsáveis pelas vendas dos lotes.
Anunciado em rádio e através de distribuição de panfletos logo os lotes foram vendidos. Uma das rádios que anunciou a venda dos loteamentos foi a Rádio Capital (AM), no programa do Zé Béttio e Eli Corrêa. Por conta da grande audiência do programa, o local foi procurado por gente de toda parte do Brasil, inclusive, era disponibilizado ônibus gratuito aos finais de semana que saia da Praça da Sé (Capital) com destino ao novo bairro. Migrantes do Paraná, Minas Gerais, da periferia de São Paulo e outros estados povoaram o bairro que em 1990 já contabilizava uma população de aproximadamente 30 mil pessoas.
A explosão demográfica ocorreu entre 1985 e 1989, segundo, na época, existiam alguns bares, armazéns e posto de saúde. Energia elétrica, água e transporte urbano foram conquistados aos poucos, no entanto, a principal reivindicação era o asfalto. Quando começou a ter linha de ônibus dentro do bairro, para atender toda a região, dividiu-se os itinerários em duas linhas, sendo elas, Amanda 1 e Amanda 2, fazendo desses, os nomes até hoje utilizados como referência pela população, no entanto, geograficamente o nome do bairro é apenas Jardim Amanda.

### Atualidade
Hoje, o bairro conta com 114 ruas, todas elas com nomes de personalidades históricas, que foram adotadas através de um plebiscito na qual os moradores poderiam optar por nomes de flores, nome de cidades ou personalidade históricas, porém, muitos ainda utilizam o número da rua como referência. A pavimentação foi concluída no ano de 2009 e, agora, a região do Jardim Amanda já conta com 100% de pavimentação. O bairro também foi o primeiro a contar com coleta e tratamento de esgoto.
O nome "Jardim Amanda" é uma homenagem à Dona Amanda, mulher do ex-proprietário da antiga Fazenda Bela Vista, que deu origem ao bairro, o fazendeiro mato-grossense Etalívio Pereira Martins. Contam os mais antigos moradores da cidade que o Seu Etalívio vendeu as terras sob uma condição: de que o local se chamaria Amanda.
Apesar do crescimento demográfico do bairro, com a chegada de muitos migrantes, o Jardim Amanda ainda preserva em sua história de formação, no meio do bairro, a sede da Fazenda Bela Vista, de propriedade particular, hoje toda fechada aos olhos mais curiosos.

## Infra-estrutura

### Serviços
O bairro desfruta de diversos serviços públicos, prestados pelas diversas esferas do governo e por particulares, como:1 posto de saúde; agências bancárias; além do 2º Distrito Policial, 4 Escolas Estaduais, 4 Escolas municipais e 3 Creches municipais. A instalação de serviço bancário é uma reivindicação antiga dos moradores do Jardim Amanda, e foi conquistada em novembro de 2008 com a instalação de uma agência do banco Bradesco, localizada na principal avenida do bairro (Avenida Brasil).Além do Banco Bradesco, o bairro hoje possui uma agencia do banco Itaú e uma da Caixa Econômica Federal.
Projeto do Parque Ecológico
A prefeitura de Hortolândia apresenta estudo preliminar da área de lazer à Associação de Moradores do bairro. O Parque será implantado numa área de 470 mil metros quadrados, entre a rodovia SP-101 e a Rua Duque de Caxias no Jardim Amanda. A lagoa será revitalizada para compor o espaço de lazer. O estudo preliminar prevê a implantação de quiosque para churrasco, concha acústica, caramanchões, estação de ginástica, playground, quadra poliesportiva, quadras para futebol de campo e de areia, vôlei e vôlei de areia, pista de skate, canchas de bocha e malha, pesqueiro, pedalinho, sanitários, estacionamento, portaria, restaurante, área administrativa, mini-auditório, e laboratório de educação ambiental.